# كريستيان دالجير
كريستيان دالجير (بالفرنسية: Christian Dalger)‏ (مواليد 19 ديسمبر 1949) هو لاعب كرة قدم. لعب مع منتخب فرنسا لكرة القدم. سبق له أن لعب في كأس العالم لكرة القدم مع منتخب بلاده.

## مسيرته الكروية
لعب كريستيان دالجير خلال مسيرته الاحترافية مع ناديين في تسعة عشر موسمًا وسجل خلالها 156 هدف ضمن 511 مباراة. حيث فاز في موسم واحد بالكأس وفي موسم واحد بالدوري.
خاض كريستيان دالجير مسيرته مع نادي تولون في موسم 1966–67 في المرة الأولى ليلعب معه ستة مواسم ثم في موسم 1980–81 ليلعب معه أربعة مواسم، مشاركًا طوالها في 231 مباراة سجل خلالها 77 هدفًا. ثم انتقل إلى نادي موناكو في موسم 1971–72 ليلعب معه تسعة مواسم، حيث شارك في 280 مباراة سجل خلالها 79 هدفًا.

## روابط خارجية
- كريستيان دالجير على موقع الاتحاد الدولي (مؤرشف)  (الإنجليزية)
- كريستيان دالجير على موقع قاعدة بيانات كرة القدم.إي يو (الإنجليزية)
- كريستيان دالجير على موقع ناشيونال فوتبول تيمز (الإنجليزية)
- كريستيان دالجير على موقع عالم كرة القدم.نت (الإنجليزية)